# Atlas (Coventry)
Atlas is een historisch merk van motorfietsen.
De bedrijfsnaam was: Atlas-Engineering Co., Coventry.
Atlas Engineering maakte vanaf 1913 motorfietsen met een mooie zwart/rode afwerking. Men kocht inbouwmotoren van andere merken: 500cc-motoren van JAP en Blumfield. Men noemde dit "TT-machines", naar de Isle of Man TT, maar daar werden de machines nooit ingezet. Ze moeten ook vrij prijzig zijn geweest, want behalve de inbouwmotoren waren ook de andere onderdelen bijna allemaal ingekocht, waaronder Druid-voorvorken. De verkoopaantallen bleven laag en toen in 1914 de Eerste Wereldoorlog uitbrak betekende dat de nekslag voor Atlas in Coventry.